# 拉韦洛 (波坦察省)
拉韦洛 (波坦察省)（義大利語：Lavello），是意大利波坦察省的一个市镇。总面积132平方公里，人口13888人，人口密度105.2人/平方公里（2009年）。ISTAT代码为076043。